# 武克切维奇
武克切维奇是南斯拉夫姓氏。著名人物包括：
- 博里斯·武克切维奇，克罗地亚裔德国足球运动员
- 尼古拉·武克切维奇，黑山水球运动员
- 尼科利娜·武克切维奇，黑山手球运动员

|  | 本页或本分段罗列了姓氏为「武克切维奇」的人物。 如果是一个指代特定个人的内链将您引导到本页，請考慮修正該人物的名字以將链接指向正確的條目。 |